# Intel Quark
Intel Quark — линейка 32-битных x86-совместимых систем-на-кристалле от Intel, разработанная для встраиваемых применений, включая решения со сверхнизким энергопотреблением и носимые устройства. Представлена на IDF 2013. Процессоры Intel Quark меньше по размеру, энергопотреблению и вычислительной мощности, чем процессоры Atom. Например, они не поддерживают многих расширений, включая SIMD (MMX, SSE), и могут использоваться только со встраиваемыми ОС, например, Linux.
Используются в плате для разработчиков Intel Galileo, ожидаемая стоимость которой составляет немногим более 50 долларов США.
Первым продуктом в линейке стал одноядерный чип «X1000» SoC с максимальной частотой в 400 МГц, представленный на IDF 2013 в сентябре. Система включает множество интерфейсов: PCIe, SPI, I2C, Fast Ethernet, USB2.0, SDIO, PMC, GPIO. Также в состав системы входит 512 КБ памяти eSRAM и контроллер памяти DDR3.
В январе 2014 года Intel представила второй проект на базе Quark — микрокомпьютер Edison с размерами SD-карты. В марте 2014 года компания изменила проект Intel Edison. Новый вариант, представленный в сентябре 2014, больше в размерах (35,5 x 25 x 3,9 мм), вместо СнК X1000 был установлен Intel Atom «Tangier» (22 нм, 2 ядра Atom Silvermont/Merrifield 500 МГц и одно ядро Intel Quark 100 МГц, RTOS ViperOS). На модуле также установлено: 1 ГБ ОЗУ, 4 ГБ eMMC Flash, WiFi/Bluetooth4-контроллер. Для подключения периферии используется 70-выводный разъём Hirose DF40 с USB, SD, UART, GPIO. Цена устройства — 50 долларов США, доступны платы расширения.